# Asplenium lobulatum
Asplenium lobulatum är en svartbräkenväxtart som beskrevs av Georg Heinrich Mettenius.
Asplenium lobulatum ingår i släktet Asplenium och familjen Aspleniaceae. Inga underarter finns listade i Catalogue of Life.